# 2024年7月逝世人物列表
2024年逝世人物列表：1月 - 2月 - 3月 - 4月 - 5月 - 6月 - 7月 - 8月 - 9月 - 10月 - 11月 - 12月
2024年7月逝世人物列表，是用于汇总2024年7月期间逝世人物的列表。

## 依日期排序

### 31日
- 伊斯梅尔·哈尼亚（阿拉伯語：إسماعيل هنية），61岁，巴勒斯坦政治人物，哈马斯政治局主席，遇刺身亡。[1]
- 羅更前，74岁，中國記者、體育攝影家，中國攝影家協會原副主席、顧問，北京電影學院攝影學院客座教授。[2]
- 夏琨，47岁，中国政治人物，吉林省临江市副市长、公安局长，在抗洪抢险救灾过程中落水殉职。（遗体发现日期）[3]

### 30日
- 诺娜·阿希雅，95岁，新加坡马来人歌手。[4]
- 漢斯·倫克（德語：Hans Lenk），89岁，德國哲學家、前賽艇運動員。[5]
- 福阿德·舒克爾（英语：Fuad Shukr），62歲，黎巴嫩激進組織真主黨軍事指揮官。[6]

### 29日
- 約瑟夫·施密特（波蘭語：Józef Szmidt），89歲，波蘭男子田徑運動員，主攻三級跳遠。[7]

### 28日
- 希臘和丹麥的米歇爾王子（希臘語：Μισέλ ντε Γκρες） ，85歲，希臘格呂克斯堡王朝成員。[8]
- 艾瑞卡·艾許（英语：Erica Ash），46歲，美國女演員。[9]
- 吳美蓉，88歲，中國航天科技專家、國際宇航科學院院士，中國共產黨黨員。[10]

### 27日
- 樂黛雲，93歲，中国比較文學家。[11]
- 沃爾夫岡·里姆 （德語：Wolfgang Rihm），72歲，德國当代古典音乐作曲家。[12]

### 26日
- 松川正則，70歲，日本政治人物，任沖繩縣宜野灣市市長。[13]
- 敦曾永森，92歲，馬來西亞政治人物，第13任馬來西亞上議院主席，前馬來西亞華人公會署理總會長，前烏魯雪蘭莪國會議員，前房屋及地方政府部長。[14]
- 丹斯里茜蒂扎哈拉蘇萊曼，75歲，馬來西亞政治人物，曾任國民團結及社會發展部長等、巫統婦女組主席；前巴耶勿剎國會議席代表。[15]

### 25日
- 阎善春，90岁，中国动画艺术家、一级导演。[16]
- 邵大箴，89岁，中國美術理論家，美術史家，中央美術學院教授，中國美術家協會原常務理事。[17]
- 劉昌孝，82歲，中國藥理學家，藥代動力學家。中國工程院院士。[18]
- 吳義聰，57歲，台灣檢察官，任職台灣高等檢察署台中檢察分署。腦出血而死。[19]
- 張春男，83歲，台灣黨外運動人士、中國政治人物。[20]

### 24日
- 夏書章，105歲，中國政治學家，中山大學原終身教授。[21]
- 哈姆扎·哈茲（英語：Hamzah Haz），84歲，印尼政治人物，曾任副總統(2001–2004)、人民代表会议議員 (1971–1999)[22]。

### 23日
- 米爾恰·格拉博夫斯基（羅馬尼亞語：Mircea Grabovschi），71歲，羅馬尼亞男子手球運動員。[23]
- 罗宾·沃伦（英語：Robin Warren），87歲，澳洲病理學家，2005年诺贝尔生理学或医学奖得主。[24]
- 谷善慶，93歲，中國人民解放軍軍人，軍階上將。曾任北京军区政治委员。[25]

### 22日
- 坂田信弘，76岁，日本漫画家，《高爾夫小子》的原作者。[26]

### 21日
- 林正明，63歲，台灣前職業籃球運動員及總教練，曾效力及執教裕隆男籃，籃球員林庭謙的父親。[27]
- 勞里·拜爾斯（英語：Laurie Byers），83歲，紐西蘭男子自行車運動員。[28]
- 關凱，76歲，中國人民解放軍高級將領，曾任原蘭州軍區副司令員。[29]

### 20日
- 林尚揚，92岁，中國焊接專家，中國工程院院士，中國機械工程學會焊接學會秘書長。[30]
- 城崎勉，76歲，前日本赤軍成員。窒息（食物堵塞）。[31][32]
- 周智林，98歲，中國人，南京大屠杀幸存者。[33]

### 19日
- 阮富仲，80岁，越南最高领导人，越南共产党中央委员会总书记、中央军事委员会书记[34]。
- 雷·里爾頓（英語：Ray Reardon），91岁，英國斯諾克選手，六屆世界冠軍，癌症。[35]
- 詹姆斯·C·斯科特（英語：James C. Scott），88岁，美國政治學家和人類學家以及比較政治學學者。[36]
- 希拉·傑克遜·李（英語：Sheila Jackson Lee），74歲，美國政治人物，任民主黨籍德克薩斯州第18選區聯邦眾議員達15屆。胰臟癌。[37]
- 伊琳娜·法里昂（烏克蘭語：Ірина Фаріон），60岁，乌克兰语言学家、前乌克兰国会议员，枪杀。[38]

### 18日
- 鮑勃·紐哈特（英語：Bob Newhart），94歲，美國演員。[39]
- 林國強，105歲，綽號雞叔，1950至1960年代香港賽馬會業餘騎師，香港雞記蔴雀館第二代負責人。

### 17日
- 帕特·威廉斯（英语：Pat Williams (basketball)），84歲，美國NBA籃球奧蘭多魔術隊創辦人。[40]
- 鄭佩佩，78歲，香港女演員。[41]

### 16日
- 乔·布莱恩特（英語：Joe Bryant），69歲，美國NBA聯盟前職業籃球運動員，科比·布莱恩特之父。[42]
- 阿布·赛义德（英语：Abu Sayed (student activist)），25岁，孟加拉国学生运动领袖，在2024年孟加拉国公职配额改革运动中被孟加拉警方（英语：Bangladesh Police）开枪打死。[43]

### 15日
- 蔣贊初，97歲，中國考古學家，南京大學人文社會學科榮譽資深教授，中國考古學會第一、二、三屆理事會理事。[44]
- 玄哲（朝鲜语：현철 (가수)），本名姜祥秀（강상수），81岁，韩国歌手。[45]
- 施雪蕙，64歲，台灣民進黨前主席施明德之女，LAM肺纖維化。[46]

### 14日
- 矢玉四郎， 80岁，日本兒童文學作家，作詞家，漫畫家[47]。代表作《小豬萬萬歲》。
- 张寿荣，96岁，中國钢铁冶金专家，中国工程院院士，原武钢党委常委、总工程师、离休干部。[48]

### 13日
- 黃瑋震，28歲，中華民國警察，台灣新北市警察局三重分局厚德派出所員警。巡邏時車禍殉職。[49]
- 文頌男，29歲，香港J2台主持人。尤文氏肉瘤。[50]
- 香儂·陶荷提（英語：Shannen Doherty），53歲，美國女演員。曾演出電視劇《飛越贝弗利》。乳癌。[51]
- 托马斯·馬修·克魯克斯（英語：Thomas Matthew Crooks），20歲，美國人，唐納·川普遇刺案疑犯。被美国特勤局反狙击队击毙。[52]
- 理查德·西蒙斯（英語：Richard Simmons），76歲，美國健身師、喜劇演員。[53]

### 12日
- 张存浩，96岁，中国物理化学家，曾任中国科学院大连化学物理研究所所长，国家自然科学基金委员会主任、党组书记，国家最高科学技术奖获得者，中国科学院院士。[54]
- 露絲·韋斯特海默（英语：Ruth Westheimer），96歲，德裔美國性治療師。[55][56]
- 石秀英，97岁，中國人，南京大屠殺倖存者。[57]
- 田道義，58歲，台灣慢速壘球「金牌教練」，曾帶領台東關山工商慢壘隊打下全國4連霸且7座冠軍的輝煌成績。[58]
- 小原乃梨子（日語：小原 乃梨子），88歲，日本配音員。[59]

### 11日
- 谢莉·杜瓦尔（英語：Shelley Duvall），75岁，美国女演员，以電影《三女性》獲得1977年戛纳电影节最佳女演员奖得主。糖尿病并发症。[60]
- 維利·科斯洛夫斯基（德語：Willi Koslowski），87岁，德國男子足球運動員，場上位置是前鋒。[61]
- 菲斯滕贝格亲王亨利（德語：Heinrich Fürst zu Fürstenberg），73歲，德國贵族，菲斯滕貝格家族现任首领。[62]
- 阮銘，93歲，中共黨史專家及政論家，曾任中華民國總統府國策顧問。[63]
- 秦野隆光，35歲，日本諧星、男藝人。[64]
- 范有年，80歲，中國政治人物，曾任國有重點大型企業監事會副主席（副部級）。[65]

### 10日
- 中村靖日，51歲，日本男演員。急性心臟衰竭。[66]
- 苏乃军，77岁，中國政治人物，山東省滨州市人大常委会原副主任、党组副书记。[67]
- 約瑟夫·恩格（英語：Joseph Henry Engle），91歲，美國國家航空暨太空總署的太空人，執行過STS-2以及STS-51-I任務。[68]
- 漢斯-奧托·舒馬赫（德語：Hans-Otto Schumacher），74歲，德國男子皮划艇運動員。[69]
- 吳瑛，60岁，美籍華人分子生物學家。自殺。[70]

### 9日
- 吉姆·英霍夫（英語：Jim Inhofe），89歲，美國政治人物，於1994年至2023年擔任俄克拉何馬州聯邦參議員。[71]
- 蘇志鴻，年龄不詳，台灣國防部陸軍司令部電視製作中心少校導演官。[72]
- 林炳远，92岁，中国退役军人，中国人民志愿军二级战斗英雄、上甘岭战役特等功获得者。[73]

### 8日
- 周光春，62歲，台灣機械工程師及商人，日月光集團資深副總經理。[74]
- 林士傑，53歲，台灣漁民，台南市區漁會理事長，民進黨籍台南市議員林依婷生父，遭枪击身亡。[75]
- 許景華，56歲，台灣醫師，高雄市邱外科醫院院長。[76]
- 賴東位，63歲，台灣商人及政治人物，國民黨彰化縣員林市黨部副主委、員林果菜市場副總經理。[77]
- 翟波，65岁，中国二人转演员。[78]
- 袁德旺，77岁，中国电视导演，曾执导多届央视春晚。[79]
- 战祥春，53岁，中国政治人物，山东省临沂市文联主席。遇刺身亡。[80]
- 謝紹明，99岁，中国政治人物，曾任原中央纪委驻国家科委纪检组组长、国家科委党组成员（享受部长级待遇），「4821」成員之一。[81]

### 7日
- 珍·麥克利維（英语：Jane McAlevey），59歲，美國勞工運動人士、作家、政治評論員[82]。

### 6日
- 米尔塔·迪亚斯-巴拉特（西班牙語：Mirta Díaz-Balart），95歲，古巴政治家菲德爾·卡斯楚的第一任妻子[83]。
- 胡安·米格爾·比利亞爾·米爾（西班牙語：Juan Miguel Villar Mir），92歲，西班牙億萬富翁，曾在1975至1976年擔任西班牙財政部部長。[84]
- 哈维尔·巴列·列斯特拉（英语：Javier Valle Riestra），92岁，秘鲁政治人物，前总理（1998年）。[85]

### 5日
- 尼古拉·科羅利科夫（俄語：Николай Корольков），77歲，俄羅斯男子馬術運動員。[86]
- 乔恩·兰多（英語：Jon Landau），63歲，美國電影製片人。[87]
- 本特·薩穆埃爾松（瑞典語：Bengt Samuelsson），90歲，瑞典生物化學家，斯德哥爾摩大學教授，1982年诺贝尔生理学或医学奖得主。[88]

### 4日
- 王楠，42岁，中国篮球运动员，黑龙江男篮原队长，心脏骤停。[89]
- 赤塚真人，73歲，日本電影、電視劇男演員[90]。

### 3日
- 罗朗·迪马（英语：Roland Dumas），101歲，法国政治人物，法國外交部长（1988—1993）。[91]

### 2日
- 科穆納爾多·尼古拉（義大利語：Comunardo Niccolai），77歲，義大利男子足球運動員，場上位置是後衛。[92]
- 成中英，88歲，美籍華裔哲學家，著名哲學體系為以《易經》為雛型的本體詮釋學（Onto-Hermeneutics）。[93]

### 1日
- 伊斯梅爾·卡達萊，88歲，阿爾巴尼亞當代著名詩人、小說家。[94]
- 傑佛瑞·霍普金斯（英語：Jeffrey Hopkins），84歲，美國著名西藏學與藏傳佛教學者，維吉尼亞大學西藏與佛學研究榮譽退休教授。[95]

## 日期不詳
- 鄭偉強，76歲，香港電視製作人[96]